# Kacper Bąkiewicz
Kacper Bąkiewicz (ur. 15 listopada 1996 we Wschowie) – zawodnik sportów sylwetkowych federacji IFBB startujący w kategorii Men's Physique, siatkarz plażowy, wielokrotny reprezentant Polski,

## Osiągnięcia sportowe
Men's Physique
- Mistrz X Zawodów w Kulturystyce i Fitness Sopot
- Uniwersytecki Wicemistrz Polski
- Srebrny medalista Pucharu Świata IFBB, Praga[4]
- Brązowy medalista Debiutów Kulturystycznych
- Finalista Pucharu Świata seniorów, Rzym
- 2x Finalista Diamond Cup
- Top 5 Puchar Świata / Puchar Polski
- Top 4 Diamond Cup Nadarzyn

Siatkówka Plażowa
- Wielokrotny Reprezentant Polski
- Top 10 Mistrzostw Europy
- Finalista Mistrzostw Polski Seniorów[5]